# Nati nel 1940/Novembre
| Questa pagina contiene informazioni ricavate automaticamente dalle voci biografiche con l'ausilio del template Bio e di un bot. L'aggiornamento è periodico e automatico e ricostruisce completamente la pagina. Se manca una persona in questa lista, sei pregato di non aggiungerla, ma accertati piuttosto che la sua voce biografica contenga il template Bio e che i dati anagrafici siano correttamente compilati. Se il template Bio manca, inseriscilo tu stesso o, in alternativa, metti l'avviso {{tmp\|Bio}} che ne segnala la mancanza. Se i dati riportati sono sbagliati, correggi direttamente la voce biografica; le modifiche saranno visibili in questa lista entro pochi giorni. Per chiarimenti vedi il progetto biografie. La lista contiene solo le 223 persone che sono citate nell'enciclopedia e per le quali è stato implementato correttamente il template Bio. Pagina aggiornata al 10 ago 2025. |

- 1º novembre - Hellmuth Costard, regista e sceneggiatore tedesco († 2000)
- 1º novembre - Beth Fowler, attrice, cantante e doppiatrice statunitense
- 1º novembre - Joe Higgs, cantante e chitarrista giamaicano († 1999)
- 1º novembre - Larry Kusche, scrittore e aviatore statunitense
- 1º novembre - Luigi Roth, dirigente d'azienda italiano
- 1º novembre - Tony Wharmby, regista e produttore televisivo inglese
- 2 novembre - Jim Bakken, ex giocatore di football americano statunitense
- 2 novembre - Dalil Boubakeur, medico francese
- 2 novembre - Ed Budde, giocatore di football americano statunitense († 2023)
- 2 novembre - Vincenzo Cerami, scrittore, giornalista e sceneggiatore italiano († 2013)
- 2 novembre - Virgilio Crocco, giornalista italiano († 1973)
- 2 novembre - Pantelej Dimitrov, calciatore bulgaro († 2001)
- 2 novembre - Giuseppe Lisciani, editore, scrittore e pedagogista italiano († 2022)
- 2 novembre - Gigi Proietti, attore e doppiatore italiano († 2020)
- 3 novembre - Charlie Gallagher, calciatore irlandese († 2021)
- 3 novembre - Gianni Mascolo, cantante italiano († 2016)
- 3 novembre - Roberto Mazzotta, banchiere e politico italiano
- 3 novembre - Ciro Paglia, giornalista e saggista italiano († 2013)
- 4 novembre - Carlos Echeverría, ex ciclista su strada spagnolo
- 4 novembre - Cristina Gajoni, attrice e ex modella italiana
- 4 novembre - Marlène Jobert, attrice e scrittrice francese
- 4 novembre - Yōko Mori, scrittrice giapponese († 1993)
- 4 novembre - Roberto Negri, pianista, arrangiatore e compositore italiano († 2006)
- 4 novembre - Manuel Ojeda, attore messicano († 2022)
- 4 novembre - Angelo Sperandio, politico italiano
- 5 novembre - Hamid Bénani, regista, sceneggiatore e scrittore marocchino
- 5 novembre - Maria Clelia Cardona, poetessa, scrittrice e traduttrice italiana († 2024)
- 5 novembre - Luisa Morgantini, politica italiana
- 5 novembre - Enzo Moser, ciclista su strada e dirigente sportivo italiano († 2008)
- 5 novembre - Giulio Paolini, artista, pittore e scultore italiano
- 5 novembre - Jaime Roldós Aguilera, politico ecuadoriano († 1981)
- 5 novembre - Ryoo Chang-kil, ex calciatore nordcoreano
- 5 novembre - Carlos Sevillano, ex cestista spagnolo
- 5 novembre - Elke Sommer, attrice, cantante e pittrice tedesca
- 6 novembre - Ingeborg Day, scrittrice austriaca († 2011)
- 6 novembre - Johnny Giles, ex calciatore e allenatore di calcio irlandese
- 6 novembre - Boris Kazakov, calciatore e allenatore di calcio sovietico († 1978)
- 6 novembre - Emil Logar, ex cestista jugoslavo
- 6 novembre - Mário Tito, calciatore brasiliano († 1994)
- 6 novembre - Alla Surikova, regista sovietica
- 6 novembre - Massimo Taglialavore, politico italiano
- 7 novembre - Giovanni Maria Flick, giurista e politico italiano
- 7 novembre - Giuliano Giustini, direttore della fotografia italiano
- 7 novembre - Dakin Matthews, attore statunitense
- 7 novembre - Klaas Nuninga, ex calciatore olandese
- 7 novembre - Antonio Skármeta, scrittore, traduttore e diplomatico cileno († 2024)
- 8 novembre - Patrizia De Clara, attrice italiana
- 8 novembre - Hugh Evans, arbitro di pallacanestro e cestista statunitense († 2022)
- 8 novembre - Werner Fischer, velista austriaco († 2011)
- 8 novembre - Julio César Gómez, cestista uruguaiano († 2022)
- 8 novembre - Vincenzo Guerrazzi, pittore e scrittore italiano († 2012)
- 8 novembre - Charles Thomas Kowal, astronomo statunitense († 2011)
- 8 novembre - Emilio Lechner, ex slittinista italiano
- 8 novembre - Silvester Takač, allenatore di calcio e ex calciatore jugoslavo
- 8 novembre - Carlo Alberto Tregua, giornalista italiano
- 8 novembre - Semir Zeki, docente britannico
- 9 novembre - Michelangelo Alfano, imprenditore e mafioso italiano († 2005)
- 9 novembre - Paolo Cendon, giurista, scrittore e saggista italiano
- 9 novembre - Patrizia De Blanck, personaggio televisivo e socialite italiana
- 9 novembre - Andrea Mugione, arcivescovo cattolico italiano († 2020)
- 9 novembre - Nicola Palmisano, presbitero, educatore e attivista italiano († 1993)
- 9 novembre - Eleuterio Santos, calciatore spagnolo († 2008)
- 9 novembre - Sam Savage, scrittore statunitense († 2019)
- 10 novembre - Roberto José Battaglia, ex calciatore brasiliano
- 10 novembre - Vincent Ford, compositore giamaicano († 2008)
- 10 novembre - Ljudmila Murav'ëva, ex discobola sovietica
- 10 novembre - Screaming Lord Sutch, musicista e politico britannico († 1999)
- 11 novembre - Boris Aleksandrovič Baranov, ingegnere sovietico († 2005)
- 11 novembre - Barbara Boxer, politica statunitense
- 11 novembre - Dennis Coffey, chitarrista statunitense
- 11 novembre - Livio Fanzaga, presbitero, conduttore radiofonico e teologo italiano
- 11 novembre - Franco Ferraro, imprenditore italiano
- 11 novembre - Mike Melvill, aviatore e astronauta sudafricano
- 11 novembre - Louis Pilot, allenatore di calcio e calciatore lussemburghese († 2016)
- 12 novembre - Marina Apollonio, artista italiana
- 12 novembre - Jurandir de Freitas, calciatore brasiliano († 1996)
- 12 novembre - Amjad Khan, attore e regista indiano († 1992)
- 12 novembre - Ria Lubbers, olandese († 2024)
- 12 novembre - Fares Maakaroun, arcivescovo cattolico libanese
- 12 novembre - Marcello Mugnaini, ex ciclista su strada italiano
- 12 novembre - Francesco Polizio, politico e avvocato italiano
- 12 novembre - Salvatore Riela, politico italiano
- 12 novembre - Ivan Saidenberg, fumettista brasiliano († 2009)
- 12 novembre - Piotr Sobotta, ex altista polacco
- 12 novembre - Donald William Wuerl, cardinale e arcivescovo cattolico statunitense
- 13 novembre - Jean Audouze, astrofisico francese
- 13 novembre - Franz Digruber, ex sciatore alpino austriaco
- 13 novembre - Roberto Frinolli, ex ostacolista e allenatore di atletica leggera italiano
- 13 novembre - Saul Kripke, filosofo, logico e matematico statunitense († 2022)
- 13 novembre - Torbjörn Langemar, ex cestista svedese
- 13 novembre - Eliseo Mattiacci, artista italiano († 2019)
- 13 novembre - Daniel Pilon, attore canadese († 2018)
- 13 novembre - Mario Primicerio, matematico e politico italiano († 2025)
- 13 novembre - Savino Rebek, ex canottiere italiano
- 13 novembre - Tabu Ley Rochereau, cantante della Repubblica Democratica del Congo († 2013)
- 13 novembre - Raúl Savoy, calciatore argentino († 2003)
- 13 novembre - Rudolf Schwarzkogler, performance artist austriaco († 1969)
- 14 novembre - Géza d'Asburgo-Lorena, principe e storico dell'arte ungherese
- 14 novembre - Susan Zuccotti, storica statunitense
- 15 novembre - Roberto Cavalli, stilista italiano († 2024)
- 15 novembre - Sebastiano Celeste, direttore della fotografia italiano
- 15 novembre - Fabrizio De Angelis, regista, sceneggiatore e produttore cinematografico italiano
- 15 novembre - Lidia Maksymowicz, attivista e scrittrice polacca
- 15 novembre - Frans Melckenbeeck, ciclista su strada belga
- 15 novembre - Tony Mendez, agente segreto statunitense († 2019)
- 15 novembre - Ferenc Nógrádi, calciatore ungherese († 2009)
- 15 novembre - Boaventura de Sousa Santos, sociologo portoghese
- 15 novembre - Sam Waterston, attore statunitense
- 15 novembre - Wolfgang Zimmerer, ex bobbista tedesco
- 16 novembre - Geoffrey Henry, politico cookese († 2012)
- 16 novembre - Roberto Leoni, scrittore, sceneggiatore e regista italiano († 2024)
- 16 novembre - Mauro Vajani, calciatore italiano († 2022)
- 17 novembre - Michael A'Hearn, astronomo statunitense († 2017)
- 17 novembre - Michele De Rosa, vescovo cattolico e teologo italiano
- 17 novembre - Zlatko Dračić, ex calciatore jugoslavo
- 17 novembre - Luke Kelly, cantante e suonatore di banjo irlandese († 1984)
- 17 novembre - Anthony Giroux Meagher, arcivescovo cattolico canadese († 2007)
- 17 novembre - Elena Petuškova, cavallerizza sovietica († 2007)
- 17 novembre - Tia Surica, cantante e attrice televisiva brasiliana
- 18 novembre - Adriano Aprà, critico cinematografico, attore e saggista italiano († 2024)
- 18 novembre - Haim Harari, fisico israeliano
- 18 novembre - Bruno Peretti, ciclista su strada italiano († 2008)
- 18 novembre - Qābūs bin Saʿīd Āl Saʿīd, sovrano omanita († 2020)
- 18 novembre - Susana Ruiz Cerutti, politica e diplomatica argentina († 2024)
- 18 novembre - Eladio Silvestre, ex calciatore spagnolo
- 18 novembre - James Welch, scrittore e poeta statunitense († 2003)
- 19 novembre - Saverio Di Bella, storico e politico italiano
- 19 novembre - Liz Ferris, tuffatrice britannica († 2012)
- 19 novembre - Maeve Fort, diplomatica inglese († 2008)
- 19 novembre - Alberto Nessi, scrittore svizzero
- 19 novembre - Katalin Szalontay, ex schermitrice ungherese
- 19 novembre - Mick Tingelhoff, giocatore di football americano statunitense († 2021)
- 20 novembre - Tony Butala, cantante statunitense
- 20 novembre - Wendy Doniger, indologa statunitense
- 20 novembre - Bruno Giorgi, allenatore di calcio e calciatore italiano († 2010)
- 20 novembre - Nikolaj Gusarov, regista sovietico († 2022)
- 20 novembre - Helma Sanders-Brahms, regista, sceneggiatrice e produttrice cinematografica tedesca († 2014)
- 20 novembre - Shanti del Nepal, principessa nepalese († 2001)
- 20 novembre - Arieh Warshel, biochimico e biofisico israeliano
- 20 novembre - Erwin Wilczek, allenatore di calcio e calciatore polacco († 2021)
- 21 novembre - Terry Dischinger, cestista e allenatore di pallacanestro statunitense († 2023)
- 21 novembre - Richard Marcinko, militare e scrittore statunitense († 2021)
- 21 novembre - José de la Paz Herrera, calciatore e allenatore di calcio honduregno († 2021)
- 21 novembre - Eva Rieger, musicologa tedesca
- 22 novembre - Roberto Busti, vescovo cattolico italiano
- 22 novembre - Frank Duval, cantante e compositore tedesco
- 22 novembre - Alberto Fouillioux, calciatore cileno († 2018)
- 22 novembre - Terry Gilliam, regista, sceneggiatore e comico statunitense
- 22 novembre - Denis Guedj, romanziere e matematico francese († 2010)
- 22 novembre - Paola Neri, cantante italiana († 2022)
- 22 novembre - Iōannīs Patakīs, politico greco († 2009)
- 22 novembre - Roy Thomas, fumettista statunitense
- 22 novembre - Andrzej Żuławski, regista e sceneggiatore polacco († 2016)
- 23 novembre - Wolfgang Barthels, ex calciatore tedesco orientale
- 23 novembre - Vanni Clodomiro, storico italiano
- 23 novembre - Vittorio De Sisti, regista italiano († 2006)
- 23 novembre - Carlo Dell'Aringa, economista e politico italiano († 2018)
- 23 novembre - Ottorino Gurgo, giornalista e saggista italiano
- 23 novembre - Owe Jonsson, velocista svedese († 1962)
- 23 novembre - Raffaella La Crociera, poetessa italiana († 1954)
- 23 novembre - Gösta Pettersson, ex ciclista su strada e pistard svedese
- 23 novembre - Gino Santercole, cantautore, compositore e attore italiano († 2018)
- 23 novembre - Guillermo Saucedo, ex schermidore argentino
- 24 novembre - Giuseppe Di Lello Finuoli, politico e magistrato italiano
- 24 novembre - Stella Dizzy, cantante italiana
- 24 novembre - Gianfranco Garbuglia, calciatore italiano († 2020)
- 24 novembre - Murray Hall, ex hockeista su ghiaccio canadese
- 24 novembre - Rossana, cantante italiana
- 24 novembre - Mauro Seppia, politico e sindacalista italiano
- 24 novembre - Paul Tagliabue, avvocato statunitense
- 24 novembre - Alla Šepeleva, ex schermitrice sovietica
- 25 novembre - Gerganiya Beckitt, ex nuotatrice australiana
- 25 novembre - Klaus Berger, teologo tedesco († 2020)
- 25 novembre - Fernando Claudet, ex cestista peruviano
- 25 novembre - Reinhard Furrer, fisico e astronauta tedesco († 1995)
- 25 novembre - Joe Gibbs, allenatore di football americano statunitense
- 25 novembre - Jan Jongbloed, calciatore olandese († 2023)
- 25 novembre - Jean-Claude Malgoire, oboista, direttore d'orchestra e musicologo francese († 2018)
- 25 novembre - Karl Offmann, politico mauriziano († 2022)
- 25 novembre - Percy Sledge, musicista e cantante statunitense († 2015)
- 26 novembre - Giovanni Astegiano, biatleta italiano († 1980)
- 26 novembre - Enrico Bombieri, matematico italiano
- 26 novembre - Luciano Casali, storico italiano
- 26 novembre - Gianni De Michelis, politico italiano († 2019)
- 26 novembre - Davy Graham, chitarrista inglese († 2008)
- 26 novembre - Quentin Skinner, storico britannico
- 26 novembre - György Szomjas, regista e sceneggiatore ungherese († 2021)
- 26 novembre - Carmelo Vigna, filosofo e storico della filosofia italiano
- 27 novembre - Adriano Buffoni, allenatore di calcio italiano
- 27 novembre - Marie Devereux, attrice e modella britannica († 2019)
- 27 novembre - Bruce Lee, artista marziale e attore hongkonghese († 1973)
- 27 novembre - Antonio Tarzia, presbitero, giornalista e saggista italiano
- 28 novembre - Sergio Barbasio, ex pilota automobilistico italiano
- 28 novembre - Pietro Camozzi, calciatore e allenatore di calcio italiano († 2017)
- 28 novembre - Bruce Channel, cantautore statunitense
- 28 novembre - Alberto Gallardo, calciatore peruviano († 2001)
- 28 novembre - Henrik Kalocsai, triplista e lunghista ungherese († 2012)
- 28 novembre - Laura Tavanti, attrice italiana
- 28 novembre - Marino Zorzi, bibliotecario italiano
- 28 novembre - Severo de Sales, ex calciatore messicano
- 29 novembre - Katsuo Bai, ex cestista giapponese
- 29 novembre - Adelfio Elio Cardinale, medico italiano
- 29 novembre - Arturo "Zambo" Cavero, cantante e insegnante peruviano († 2009)
- 29 novembre - Denny Doherty, cantautore canadese († 2007)
- 29 novembre - Bob Dwyer, allenatore di rugby a 15 e ex rugbista a 15 australiano
- 29 novembre - Óscar Espinosa Chepe, economista e diplomatico cubano († 2013)
- 29 novembre - Mario Giuliacci, meteorologo e ex militare italiano
- 29 novembre - Billy Hart, batterista statunitense
- 29 novembre - Chuck Mangione, musicista, compositore e trombettista statunitense († 2025)
- 29 novembre - Thelma Mothershed-Wair, attivista statunitense († 2024)
- 29 novembre - Tom Moulton, produttore discografico statunitense
- 29 novembre - Bruce Myles, attore e regista cinematografico australiano
- 29 novembre - Dani Shmulevich-Rom, calciatore israeliano († 2021)
- 30 novembre - Jaime Frontera, ex cestista portoricano
- 30 novembre - Giampiero Giunti, regista, attore e montatore italiano († 2012)
- 30 novembre - John Jarvis, karateka neozelandese
- 30 novembre - John Keogh, ex calciatore irlandese
- 30 novembre - Ion Monea, pugile rumeno († 2011)
- 30 novembre - Pauli Nevala, giavellottista finlandese († 2025)
- 30 novembre - J.C. Quinn, attore statunitense († 2004)
- 30 novembre - Peter Shreeves, ex calciatore e allenatore di calcio gallese
- 30 novembre - Harry Thomason, regista, sceneggiatore e produttore cinematografico statunitense
- 30 novembre - Dan Tieman, cestista e allenatore di pallacanestro statunitense († 2012)